# Servia-Velventos
Servia-Velventos (tiếng Hy Lạp: ?) là một khu tự quản ở vùng Tây Makedonías, Hy Lạp. Khu tự quản Servia-Velventos có diện tích 728 km², dân số theo điều tra ngày 18 tháng 3 năm 2001 là 16734 người.